# إميلي سارتين
إميلي سارتين (بالإنجليزية: Emily Sartain) (السابع عشر من مارس 1841- السابع عشر من يونيو 1927) هي رسامة وحفارة أمريكية اشتهرت بكونها المرأة الأولى في أوروبا والولايات المتحدة التي تمارس فن النقش التظليلي والمرأة الوحيدة كذلك التي تحصل على الميدالية الذهبية في المعرض العالمي الدولي في فيلادلفيا لعام 1876. أصبحت سارتين معلمة للفنون معترف بها وطنياً ومن ثم أصبحت مديرة لمدرسة فيلادلفيا للتصميم للنساء من عام 1866 وحتى عام 1919 أو 1920. وكذلك كان والدها جون سارتين وثلاثة من أشقائها وهم ويليام وهنري وصامويل فنانين. وقبل أن تلتحق سارتين بأكاديمية بنسلفانيا للفنون الجميلة، وتدرس بالخارج، أخذها والدها في الجولة الكبرى في أوروبا. وساهمت سارتين أيضاً في تأسيس نادي القرن الجديد للمرأة العاملة، وأندية أخرى للنساء المحترفات مثل نادي البلاستيك ونادي الفنون الثلاث.

## حياتها المبكرة
ولدت إميلي سارتين في فيلادلفيا، بنسلفانيا في السابع عشر من شهر مارس عام 1841. حيث كانت الطفلة الخامسة ضمن ثمانية أطفال  للطابع والناشر لمجلة سارتين السيد جون سارتين  وسوزانا لونجميت سوين سارتين  بفيلادلفيا. في عام 1858 تخرجت سارتين من مدرسة فيلادلفيا الثانوية ثم استمرت في التعليم المدرسي حتى صيف 1862. ومن ثم قام جون سارتين بتعليم ابنته فن النقش، وبخاصة فن النقش التظليلي  الذي أحياه بنفسه، وهو الفن الذي كان يفضله الكثيرون في إنجلترا حيث أخلف العديد من اللوحات والرسومات ذات الجودة العالية. كان جون سارتين يؤمن بمبدأ المساواة للمرأة وكثيراً ما كان يشجع ابنته لممارسة أحد المهن. حيث رهن جون منزله  ليهب ابنته فرصة التعليم العالي للفنون الجميلة وبدأ ذلك حينما أخذها في الجولة الكبرى حول أوروبا في مطلع صيف 1862.
بدأ الأب وابنته الجولة من مدينة مونتريال وكيبك ثم أبحروا لأوروبا. وقد استمتعت إميلي كثيرا بالريف الإنكليزي ومدن العالم القديم وبخاصة مدينة فلورنسا وإدنبرة، كما استمتعت بزيارة متحف اللوفر ولوحات عصر النهضة الإيطالية؛ وزاد انبهارها كذلك برؤية أعمال فنانين مثل دانتي أليغييري والحفارة إيلينا بيرفيتي. سافرت إميلي أيضا إلى البندقية لزيارة الرسّام وليام دين هاولز وزوجته اليانور ميد هاولز. وقررت إميلي خلال تلك الرحلة بأن تصبح فنانة. أثناء سفرهم علم جون وإميلي سارتين أن ويليام سارتين تم تجنيده إثر الحرب الأهلية الأمريكية (1861-1865) ومن ثم عادوا سريعا إلى الولايات المتحدة خاصة عند علمهم بأن قوات جيش الولايات الكونفدرالية قد عبروا الحدود إلى تشامبرسبورغ، ولاية بنسلفانيا،  والتي تبعد 158 ميلاً غرب فيلادلفيا. ومن بين ذرية جون وسوزانا سارتين، كان كلاً من صامويل (1830-1906) وهنري (1833-1895) وويليام سارتين (1843-1925) وإميلي  رسامين وحفارين  مما أخلف إرثاً يحتذى به من الفنانين والطباعين في عائلة سارتين. استفادت إميلي سارتين كثيراً من خبرة والدها في عملها طوال حياتها المهنية، كما استفادت من دعمه واتصالاته. فقد واصلت سارتين العمل على تقنية النقش التظليلي التي علمها إياها والدها. وقنطت سارتين مع والديها حتى وصلت إلى سن البلوغ،  وسهرت على رعايتهم والاعتناء بهم خلال سنوات عمرهم الأخيرة. وفي عام 1886، انتقل والديها للعيش معها في مسكنها الخاص بها في كلية فيلادلفيا للتصميم للنساء.

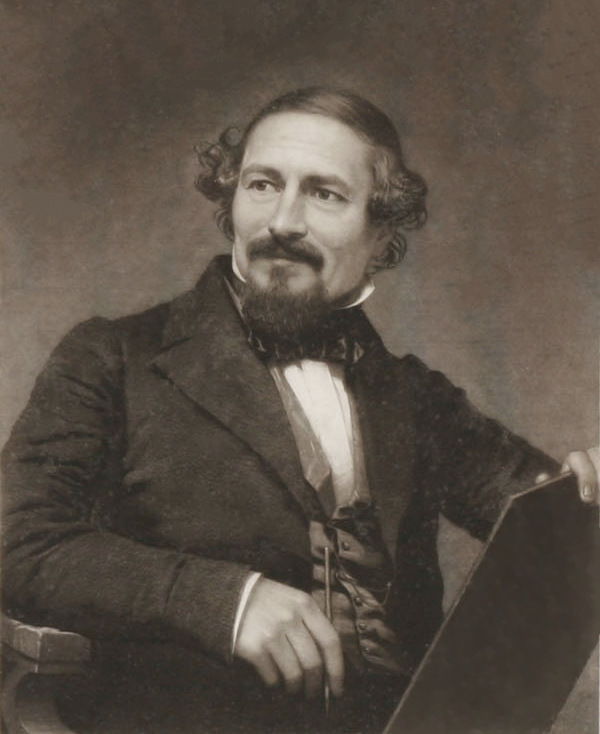
جون سارتين، والد إميلي

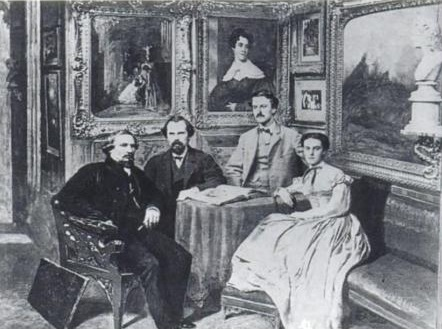
جون سارتين مع هنري وويليام وإميلي عام 1868

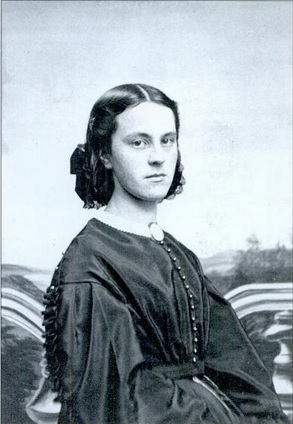
إميلي سارتين، 1868

## التعليم
درست إميلي سارتين الرسامة والحفارة على يد كريستيان شوسيل ووالدها جون سارتين في أكاديمية بنسلفانيا للفنون الجميلة. والتقت إميلي بتوماس إيكنز في الأكاديمية وحينها دخلت حيز ما وصفه كاتب السيرة الذاتية هنري آدامز ب«أول غرام عرفه إيكنز». ولكن سرعان ما انتهت علاقتهم الرومانسية إثر سفر إيكنز إلى باريس لدراسة الفن، وحينها استكان إيكنز لما وصفت به سارتين موقفه ب «إغراءات المدينة العظيمة» ، وذلك نتيجةً لاهتمامها بحقوق المرأة. ومن ثم دامت بينهم علاقة صداقة مدى الحياة.

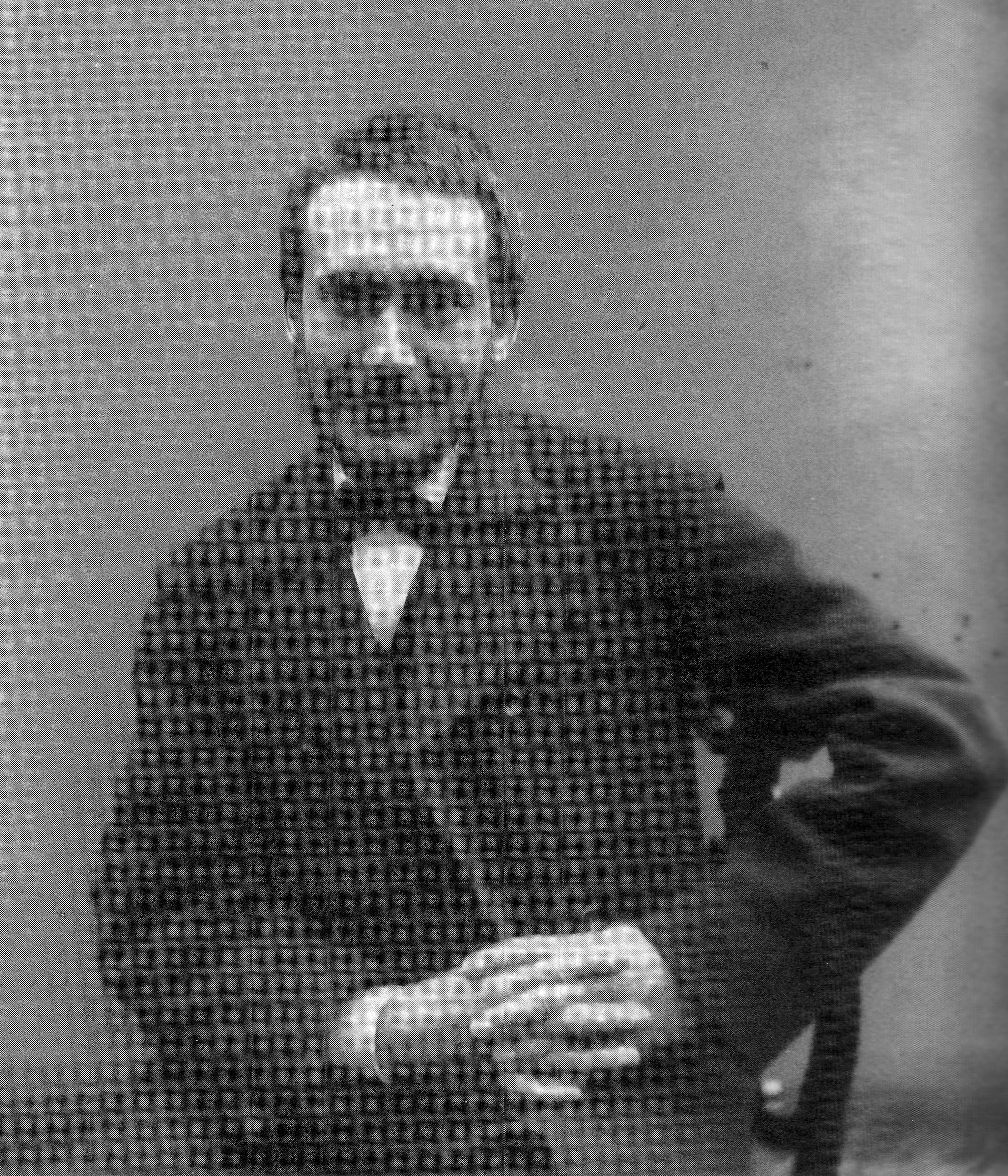
توماس إيكنز، حوالي عام 1882

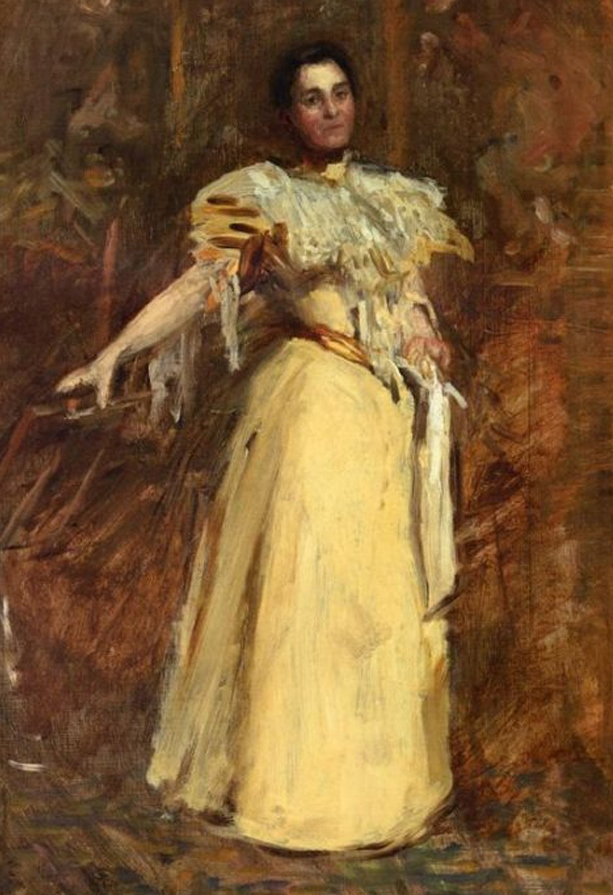
توماس إيكنز، دراسة عن صورة الآنسة إميلي سارتين، 1895

وفي 1870، التقت إميلي بماري كاسات في فيلادلفيا؛ وفي العام التالي سافرا سويا إلى باريس ولندن وبارما وتورينو لدراسة الرسم. قضى المرأتان الشتاء الأول
في إيطاليا  ودرسا الطباعة مع كارلو ريموندي-
معلم فن النقش في أكاديمية الفنون الجميلة في بارما. وقضت سارتين ما تبقى لها من الأربع سنوات في باريس تدرس الفن على يد إيفاريست فايتل لومينياس. تشاطرت سارتين أحد الاستوديوهات مع جين رونجيير؛ وأحياناً كانت تشاركهم فلورنس إيستي- وهي صديقة لسارتين- الاستوديو نفسه. كانت تنسخ كل إمرأة منهم عمل الأخرى وتقدم كل واحدة منهم للأخرى النقد البنًاء والتشجيع المثمر. في عام 1875 تم قبول لوحتان، من اللوحات التي تجسد الحياة اليومية، من أعمال سارتين لعرضهما في الصالون الفرنسي وهما لوحة«التَأنيْب» (The Reproof) ولوحة فنية أخرى للآنسة ديل سارتر. بعدها عادت سارتين للولايات المتحدة في نفس العام، حينما نفذت جميع أموالها. أقرضت هاريت (هاتي) جود سارتين، وهي زوجة شقيق إميلي، صامويل سارتين، والتي تعمل كطبيبة مثلية ناجحة، بعض الأموال لتكمل دراستها. كانت إميلي تعتقد أن هاريت ستستمر في مساعدتها في نفقات التعليم في فيلادلفيا حيث كانت النفقات منخفضة وأنها على الأرجح سوف تقوم ببيع أعمالها.

## الحياة المهنية

### حياتها المهنية المبكرة
جهزت سارتين استوديو خاص بها في فيلادلفيا عام 1875 حيث قامت فيه برسم العديد من اللوحات والنقوش. وعلى مدار أعوام من مسيرتها الفنية برعت سارتين في نسخ عدد من الرسومات والصور ولوحات من واقع الحياة اليومية وقدمتها في معارض إسبانية وإيطالية مختلفة؛ حيث عُرفت سارتين بكونها المرأة الأولى في تاريخ الولايات المتحدة وأوروبا التي تستخدم فن النقش التظليلي في أعمالها الفنية. ومن بين أعمالها الفنية، صورت إميلي بعض المشاهد الواقعية لنساءٍ خاضعات تكسي وجوههن نظراتٌ مُنكسرة كما في لوحتي «المرأة الإيطالية» ولوحة «التَأنيْب». ميّزت سارتين لوحاتها بتصوير أعمالها في المدن وعلى طول الساحل الشرقي للولايات المتحدة  ومن ثم كانت المرأة الوحيدة التي حازت على الميدالية الذهبية في المعرض العالمي الدولي لعام 1876 في فيلادلفيا  على لوحتها البارعة «التَأنيْب». كما حصلت سارتين أيضاً على جائزة «ماري سميث» لأفضل صورة رسمتها امرأة في معرضي أكاديمية بنسلفانيا للفنون الجميلة لعامين 1881 و1883. كما عملت سارتين أيضاً كمحررة فنية لجريدة «أور كونتيننت» (Our Continent) من عام 1881 وحتى عام 1883. ومن ثم كانت سارتين المحررة الفنية لكتاب «مهجورات نيو إنجلاند» (New England Bygones 1883) التي كتبته إلين سي. إيتش. رولنز. ووصف جوزيف إم. بينيل سارتين قائلا بأنها كانت «المرأة المُدربّة الوحيدة التي عرفها على الإطلاق كمحررة فنية»  عُرفت سارتين بكونها امرأة متحررة وأفكارها تابعة للحركة الحديثة وهي حركة «المرأة الجديدة»  وبمشاركة زوجة أخيها «هاتي جود سارتين» أسست إميلي «منظمة المرأة» والتي عُرفت بعد ذلك ب«نادي القرن الحديث». ويُقال أن هاتي قد ساعدت إميلي أيضاً على تحقيق مكاسب عالية والحصول على عمولات لرسمها صور لأطباء محليين مثل كونستانتين هيرينغ وجيمس كالب جاكسون. وبالأضافة إلى أن هاتي قد ساعدتها كثيراً في تمويل مسيرتها العلمية وكانت لها خير الحليف والناصح، إلا أنها أيضاً كانت تحتذي بسارتين وتقتدي بمثالها.

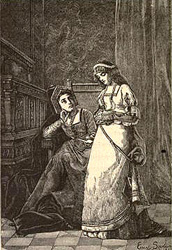
لوحة «التَأنيْب» 1876 الحاصلة على الميدالية الذهبية للمعرض العالمي في فيلادلفيا

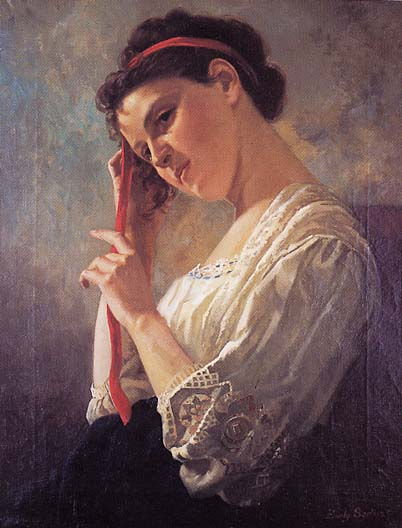
"رأس أنثى" 1878 لوحة مرسومة بالزيت على القماش، من مجموعة نيفيل إستراس، فلوريدا

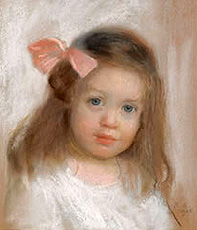
لوحة فنية لفتاة صغيرة 1893

## مدرسةفيلادلفياللتصميم للنساء
في عام 1886 أصبحت إميلي مديرة لمدرسة فيلادلفيا للتصميم المخصصة للنساء،  حيث كان يعمل والدها في المجلس كنائب للرئيس لمدة سنواتٍ عديدة. وكانت تُعد تلك المدرسة أكبر مدرسة في البلاد تهتم بتدريس الفن للبنات،  وكانت إميلي- كما وصفها هنري آدمز- «مناصرة قوية ومطالبة رائدة بالتعليم العالي للبنات.»  طبقّت إميلي فصول رسم لنماذج بشرية عارية أو كاسية في مدرسة فيلادلفيا للنساء، مستخدمةً فيها نماذج لرجالٍ كاسية ونساءٍ عارية وهي تلك الطريقة التي لم تكن مألوفة على الإطلاق بالنسبة للنساء الفنانات في تلك الحقبة الزمنية. كما ابتكرت إميلي برنامجاً احترافياً جديداً اعتمدت في وضعه على تدريبات مُسهبة ومُختصة ومعايير عالية الجودة؛ فكانت النساء في تلك المدرسة يتعلمن كيفية ابتكار أعمالهن الفنية معتمدين فيها على قوالب ثلاثية الأبعاد وأخرى بشرية. فكانت إميلي تدرب النساء اللاتي يتعلمن أصول الفن. وبفضل جهودها التي بذلتها في تعليم النساء في تلك المدرسة، نجحت إميلي في النهوض بمستوى التعليم في المدرسة إلى ذات الدرجة التي وصلت لها الأكاديمية الفرنسية  ومماثلة لتلك المعمول بها في أكاديمية بنسلفانيا للفنون الجميلة. كانت تُعتبر مدارس التصميم الصناعية للبنات في كثير من الأحيان مموّنون لأدنى أشكال الفن، ولكن إميلي سارتين كانت تؤمن بأن قدرات الفنان ومواهبه لها القدرة الجيدة على تمييز وتفريق الفن الجيد من المتوسط ؛ كما كانت تؤمن بأن نفس المبادئ الجمالية المستخدمة للحكم على الفنون الجميلة يمكن تطبيقها على الفن الدعائي أو التجاري. وكانت سارتين مسؤولة عن تقديم أبرز أعضاء هيئة التدريس مثل روبرت هنري وصامويل موراي ودانيال جاربر إلى المدرسة.

وبحلول عام 1890 أصبحت سارتين قوة وطنية معترف بها على الصعيد الفني والتربية الفنية للنساء. كانت إميلي سارتين عارضة لأعمالها الفنية وعضوة في لجنة تحكيم أكاديمية الفنون الجميلة،  ورئيس لجنة تزيين وتجميل مبنى أكاديمية بنسلفانيا،  والمتحدثة باسم التربية الفنية في المعرض العالمي الكولومبي لعام 1893 الذي أُقيم في شيكاغو. وفي عام 1897 أسست إميلي سارتين بمساعدة أليس باربر ستيفنز- أحد المعلمات في المدرسة- نادي البلاستيك في فيلادلفيا. حيث ترأست سارتين النادي من عام 1899 وحتى عام 1903 ومن ثم في عام 1904 وعام 1905. كما ساهمت سارتين أيضاً في تأسيس نادي الفنون الثلاث. كما لعبت إميلي دور المتحدث الرسمي في القسم الفني في المؤتمر الدولي للمرأة في لندن عام 1899. أما في عام 1900، حضرت سارتين المؤتمر الدولي الأول من نوعه في التربية الفنية في باريس؛ حيث كانت واحدة من ثلاثة مفوَضين من الولايات المتحدة  في تلك السنة وبعدها في عام 1904 في برن. ومن ثم تم نشر مقالة لها بعنوان «قيمة التدريب في حياة المرأة في مجالي الرسم والتصميم» في صحيفة نيويورك تايمز عام 1913. ترأست سارتين مدرسة التصميم حتى عام 1919  أو 1920. ثم تولت ابنة أخيها هاريت سارتين إدارة المدرسة بعد تقاعدها. هاريت هي ابنة هنري  التي تولت عمتها إميلي رعايتها وإرشادها. حازت إميلي على العديد من الشهادات والميداليات والدبلومات تقديراً لخدمتها للفن والتعليم؛ بما في ذلك حصولها على شهادة من جمعية لندن للأدب والعلوم والفن.
كتبت نينا دي أنجلي وولز:
"كما أوضحت لنا مسيرة سارتين المهنية، فإن المدارس الفنية تمنح مكانات مهنية على الصعيد الثقافي الذي هيمن عليه الرجال حِيْناً من الزمان. استخدم الفنانات منهجية التعليم الرسمية في دراستهم وذلك لمواجهة تهمة" امتلاك الهواية" وهي التهمة التي كانت كثيراً ما تُنسب إليهن كنساء. ولكن مدارس التصميم التي تم تأسيسها في القرن التاسع عشر كانت بمثابة أولى المؤسسات التي تمنح شهادات للخبرة المهنية للنساء في مثل تلك المجالات المهنية كالتربية الفنية وفن الرسم على القماش أو الرسومات التوضيحية في الصحف؛ وبالتالي، فتحت المدارس مسارات وطرق غير مسبوقة مما ساعد على الاستقلال الاقتصادي للمرأة.

## السنوات اللاحقة
تقاعدت سارتين إلى سان دييغو (كاليفورنيا). خلال مسيرتها الفنية سافرت سارتين إلى أوروبا معظم مواسم الصيف واستمرت في السفر إلى الخارج كل عام خلال تقاعدها.و كانت سارتين في زيارة في فيلادلفيا عندما وافتها المنية في 17 يونيو، 1927.